# عمان سامانی
میرزا نورالله بن میرزا عبدﷲ بن عبدالوهاب چهارمحالی (زاده ۱۲۲۱ _ درگذشته ۲۹ آذر ۱۲۸۳)ملقب به «تاج الشعراء» و متخلص به «عمان» از شعرای پرآوازهٔ آیینی در نیمهٔ دوم سدهٔ ۱۳ و اوایل سدهٔ ۱۴ هجری است.
نیاکان مولانا عمان سامانی همه از دری‌سرایان، پارسی‌گویان و آذری‌سرایان عصر خود بوده‌اند. پدرش میرزا عبدالله متخلص به «ذره» مؤلف «جامع‌الانساب» و جدش میرزا عبدالوهاب سامانی متخلص به «قطره» و عمویش میرزا لطف‌الله متخلص به «دریا» همگی از شاعران عهد ناصری بوده‌اند. 
میرزا نورالله همانند بسیاری از نیاکان خود در سلک تصوّف و عرفان بوده و در زمره ارادتمندان حاج میرزا زین العابدین نایب الصدر رحمت علیشاه شیرازی، سعادت‌علیشاه اصفهانی و جانشین وی ملا سلطان‌محمد گنابادی (سلطان‌علی‌شاه) از قطب‌های سلسله صوفیّه نعمت‌اللهیه بود. در برخی منابع آمده که عمان سامانی و طهماسب قلی خان وحدت کرمانشاهی در خدمت ملا ولی‌الله همدانی که از مشایخ طریقت نعمت اللهی ماذون از طرف حسینعلی شاه اصفهانی بوده است مشرف به فقر شده اند. تربیت عرفانی عمان سامانی به دست میرزا مهدی پاقلعه‌ای اصفهانی هادیعلی بوده است.

## دوران ابتدایی زندگی
عمان سامانی تحصیلات ابتدائی را در مکتب‌خانه‌های محلی فرا گرفت و بعد به اصفهان عزیمت کرد و در مدرسه «نیماورد» وارد شد و سال‌ها در کنار آخوند کاشی مشغول کسب علم بود.

## آثار
از آثار عمان سامانی می‌توان به گنجینة الاسرار، مخزن الدرّر، معراج نامه و دیوان اشعار اشاره کرد. در این میان، مثنوی «گنجینةالاسرار» یکی از جالب‌ترین آثار عمان سامانی دربارهٔ عرفان عاشورا است. او این مثنوی را بروزن و شیوه "زبدة الاسرار"صفی علیشاه ساخته است.در این مثنوی نسبتاً کوتاه، نکته‌های ظریفی از عشق و عرفان با بیانی هنرمندانه و گرم طرح شده‌است. عمان را باید اولین شاعری نام برد که اشعار کربلایی را از قالب سوگ خارج کرد و در قالب حماسی آمیخته به عشق و روشنگری ارائه نمود.
گنجینة الاسرار که با این مطلع آغاز می‌شود:
| کیست این پنهان مرا در جان و تن |  | کز زبان من همی گوید سخن    |
| این که گوید از لب من راز کیست؟ |  | بنگرید این صاحب آواز کیست؟ |
| در من اینسان خودنمایی می‌کند    |  | ادعای آشنایی می‌کند         |

هم چنین، ضرب المثل معروف "تو خود حدیث مفصل بخوان از این مجمل" در اصل مصراع دوم این بیت عمان سامانی است:
| من از مفصل این نکته مجملی گفتم |  | تو خود حدیث مفصل بخوان ازین مجمل |

## وفات
عمان سامانی در اواخر عمر به سامان مراجعه کرد و آثار ارزنده‌ای از خود به یادگار گذاشت و سرانجام در ۱۲شوال ۱۳۲۲ ه. قمری برابر با ۲۹ آذر ۱۲۸۳ درگذشت. نقل است که جنازه عمان را ابتدا در مسجد جامع سامان به خاک سپردند و بعدها بر اساس وصیت او به نجف منتقل و در وادی‌السلام مدفون گردیده‌است.

## نمایش‌نامه
بر اساس کتاب گنجینة الاسرار عمان سامانی نمایش‌نامه‌ای نوشته شده، متن این نمایش توسط محسن معینی از این کتاب اقتباس شده‌است. نمایش بر فرس تندرو به تهیه‌کنندگی نگین میرحسنی و کارگردانی محسن معینی در مرکز همایش‌های برج میلاد به روی صحنه رفته‌است.